# 川上政行と葉山さつきのこんな二人でごめんなさい!
『川上政行と葉山さつきのこんな二人でごめんなさい!』（かわかみまさゆきとはやまさつきのこんなふたりでごめんなさい!）は2018年10月7日から2023年12月31日までRKB毎日放送（RKBラジオ）で放送されていたショッピング番組である。パーソナリティーは川上政行と葉山さつき。

## 番組概要
かつて宮崎放送でもコンビを組んでいた川上と葉山による痛快なトークを送る番組。なお、2015年4月 - 2016年3月には同じ2人による番組「川上政行の朝からゴメンなさい!」が放送されており、2年半ぶりに川上と葉山のコンビがRKBラジオに帰ってきたことになる。
放送開始時の番組名は「川上政行の今日もゴメンなさい!」（かわかみまさゆきのきょうもゴメンなさい!）だったが、2019年秋改編で現タイトルに改名した。

## 番組内容
番組前半は後述のコーナーを放送し、番組後半はディアウーマンのラジオショッピングを放送する。番組後半ではディアウーマンの代表取締役、大坂浩幸が出演する。

## 放送時間
全て日曜日に放送
- RKBラジオ（制作局） - 10:10 - 10:40（2021年4月4日[2][注 1] - 2023年12月31日）
- 宮崎放送 - 10:00 - 10:30[3]
- 熊本放送 - 10:30 - 11:00[4]

過去のネット局
これらの局は2023年3月までに放送終了
- 東海ラジオ放送 - 日曜日 9:00 - 9:30（NRN系列単独局）
- 静岡放送 - 日曜日 10:00 - 10:30[5]
- 中国放送 - 日曜日 12:00 - 12:30

## コーナー
- 週刊!川上マガジン
- 今日も"さつき晴れ"